# 瑪麗亞帕拉多德貝利多區
13°36′17″S 74°14′11″W / 13.6047°S 74.2363°W
瑪麗亞帕拉多德貝利多區（西班牙語：Distrito de María Parado de Bellido），是秘魯的一個區，位於該國中南部阿亞庫喬大區的坎加約省，始建於1962年6月18日，面積129.1平方公里，海拔高度3,236米，2005年人口3,047，人口密度每平方公里24人。